# Weltumwelttag

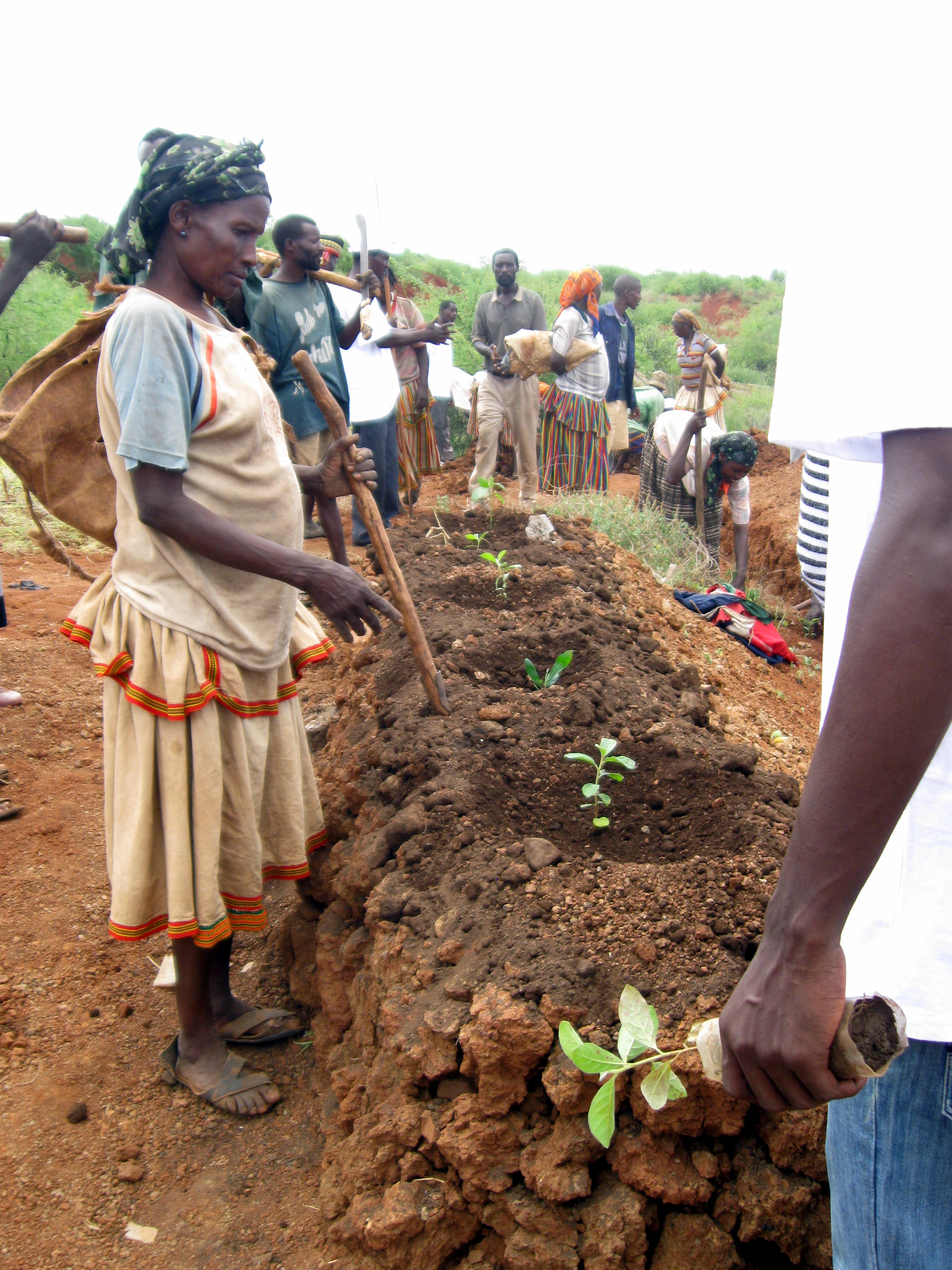
Pflanzaktion in Konso (Äthiopien) zum Weltumwelttag 2012

Der Weltumwelttag oder auch Tag der Umwelt ist ein jährlich am 5. Juni weltweit begangener Aktionstag.

## Geschichte
Am 5. Juni 1972, dem Eröffnungstag der ersten Weltumweltkonferenz in Stockholm, wurde der Weltumwelttag offiziell vom Umweltprogramm der Vereinten Nationen ausgerufen. Seitdem beteiligen sich weltweit jährlich rund 150 Staaten an diesem World Environment Day (WED). Seit 1976 werden zum Weltumwelttag auch in Deutschland Aktionen zum Recycling, gegen weltweite Naturzerstörung und zur Schärfung des Umweltbewusstseins organisiert.
Aus Anlass des Weltumwelttages findet jährlich am ersten Juni-Sonntag die Fahrradsternfahrt des ADFC Berlin statt, die Auftakt für ein Umweltfestival ist.
Zum 5. Juni 2009 wurde der Dokumentarfilm Home weltweit gleichzeitig im Kino, auf DVD, im Fernsehen und im Internet veröffentlicht.

### Weltumwelttag 2014
In Zusammenarbeit mit dem Gastgeberland Barbados wurde für das Jahr 2014 das globale Umweltproblem des Meeresspiegelanstiegs für die kleinen Inselstaaten der Erde thematisiert: „Die Stimme erheben, nicht den Meeresspiegel!“ wird auf die Herausforderungen durch die menschengemachten Klimaveränderungen für diesen karibischen Inselstaat und für viele andere der 62,3 Millionen Bewohner der 52 kleinen Inselentwicklungsländer (SIDS) hingewiesen. Die Resilienz in den kleinen Inselstaaten sei beachtlich, dürfe jedoch nicht überfordert und müsse gestärkt werden, da die SIDS eine bedeutsame Rolle beim Schutz der Ozeane spielen.
Hintergrund: Die kleinen Inselstaaten sind nur für ein Prozent der CO2-Emissionen weltweit verantwortlich, aber durch steigende Meeresspiegel und andere Folgen der globalen Erwärmung besonders betroffen, während sie gleichzeitig kaum die ökonomischen Möglichkeiten zur schnellen Klimaanpassung haben wie die wohlhabenden Industriestaaten. Die Forschung zeige, dass bis zum Jahr 2100 die globale Erwärmung zu einem bis zu 2 Meter höheren Meeresspiegel führen werde, was viele SIDS unbewohnbar machen werde, einschließlich der Malediven, Kiribatis und Tuvalus.
Modellprojekte zu thermischen Solaranlagen und Photovoltaikanlagen wurden in Betrieb genommen. Darcy Boyce, der Energieminister von Barbados, nahm eine Anlage am Pebbles Beach in Saint Michael in Betrieb, die künftig von der National Conservation Commission betrieben werde, Verträge für weitere 19 Regierungsgebäude seien unterschrieben. Ein Land mit begrenzter Fläche, in dem an nahezu 365 Tagen im Jahr die Sonne scheine, könne sich eine Verschwendung von Dachflächen nicht leisten, sagte Boyce.
Thema waren 2014 auch die „Microbeads“, beständige Mikroplastik-Teilchen aus Haushalts-Chemikalien und Pflegeprodukten, die im Meer wie ein Schwamm für umweltschädliche Chemikalien wirken und von Meereslebewesen aller Größen gefressen werden, weil sie die Plastikteilchen für Nahrung halten. Plastik wie auch Chemikalien reichern sich in Tieren und Pflanzen an (Bioakkumulation). Die Verbraucher wurden aufgefordert, Plastikteilchen nicht mehr ins Abwasser gelangen zu lassen.
Auch in weiteren Staaten gab es Aktionen: In Sri Lanka wurden etwa Strände von Plastikmüll gesäubert.
Ein verwandter Gedenktag ist der Tag der Erde.

### World Environment Day 2018
Das internationale Jahresmotto lautete Beat Plastic Pollution (etwa: Bekämpft den Plastikmüll). Gastgebernation war Indien, gastgebende Stadt Neu-Delhi.

### World Environment Day 2019
Das internationale Jahresmotto war Beat Air Pollution. Gastgebernation war die Volksrepublik China.

### World Environment Day 2020
Das internationale Jahresmotto war Time for Nature (dt. Zeit für die Natur). Gastgebernation war Kolumbien.

### World Environment Day 2021
Das internationale Jahresmotto war Reimagine, Recreate, Restore. Gastgebernation war Pakistan.

### World Environment Day 2022
Das internationale Jahresmotto war in Erinnerung an die erste Weltumweltkonferenz von Stockholm 1972 Only One Earth (dt. Nur eine Erde). Gastgebernation war Schweden.

### World Environment Day 2023
Das internationale Jahresmotto war erneut Beat Plastic Pollution. Gastgebernation waren die Elfenbeinküste und die Niederlande.

### World Environment Day 2024
Themen des World Environment Day 2024 waren unter anderem die Wüstenbildung und die Resilienz gegen Dürre. Gastgebernation war Saudi-Arabien.

### World Environment Day 2025
Thema des World Environment Day 2025 war die Umweltverschmutzung durch Plastik. Gastgebernation war Südkorea.